# Francis Ronalds
Sir Francis Ronalds, né le 21 février 1788 probablement à Londres, et mort le 8 août 1873, est un inventeur et météorologue.

## Biographie
Né le 21 février 1788 probablement à Londres, Francis Ronalds est le second de onze enfants de Francis Ronalds (1761-1806), marchand, et de sa femme Jane (1766-1852). Il quitte l'école à quinze ans. À 19 ans, à la mort de son père, sa mère lui demandent de reprendre l'entreprise fromagère familiale.
Fasciné dès l'enfance par les applications pratiques de la science pratique et encouragé en 1814 par le météorologue suisse Jean André de Luc à explorer l'électricité, il développe un télégraphe électrique primitif en 1816. Il l'expérimente en envoyant des messages le long d'un fil de 13 km de longueur permet encastré dans une tube de verre et enterré dans son jardin à Kelmscott House (extrémité ouest de Londres). Ronalds propose sont appareil l'Amirauté britannique qui ne montre aucun intérêt et il renonce à pousser plus loin sans même faire breveter son travail. Charles Wheatstone et William Fothergill Cooke reprirent un concept similaire pour le télégraphe de Cooke et Wheatstone, le brevetèrent et le popularisèrent.[réf. nécessaire]
Francis Ronalds voyage ensuite en Europe et sur la Méditerranée pour étudier les sciences. En même temps, il commence à recueillir des ouvrages. Près de 2 000 volumes et 4 000 brochures se retrouveront dans la bibliothèque Ronalds à sa mort. Celle-ci fut transférée à l’Institution of Electrical Engineers en 1875. En 1843, il est devenu directeur et surintendant de l'Observatoire météorologique de Kew. Son travail consistait mettre sur pied un système d'enregistrement des données météorologiques.
Ronalds prend sa retraite en 1852 et vit confortablement d'une pension pour ses services à la science. Il continue à travailler sur divers projets, notamment sa bibliothèque, et la tenue de dossiers. Il meurt à Battle, Sussex, le 8 août 1873.

## Notoriété
Francis Ronalds est élu Fellow de la Royal Society en février 1844 pour son travail améliorant ou inventant  plusieurs instruments électriques, météorologiques et mécaniques. Il est anobli pour ses contributions à l'invention du télégraphe.